# Jessica Coch
Jessica Coch, właśc. Jessica Alejandra Coch Montes de Oca (ur. 4 listopada 1979 w Puebli) – meksykańska aktorka, wcieliła się m.in. w rolę Renaty w telenoweli Mój grzech z Maite Perroni i Eugenio Sillerem.

## Filmografia
- 2014: Włoska narzeczona (Muchacha italiana viene a casarse) – Tania Casanova
- 2012: Ukryta miłość (Un Refugio para el Amor) – Gala Villavicencio
- 2010–2011: Kiedy się zakocham... (Cuando Me Enamoro) – Roberta Monterrubio Gamba Álvarez Martínez de Soberon
- 2009–2010: Mój grzech (Mi Pecado) – Renata Valencia
- 2008–2009: Juro que te amo – Cristina de Urbina
- 2007–2008: Palabra de mujer – Maria Inés Castrejón
- 2006–2007: Código Postal – Johanna Villarreal